# مايرون بي. وليامز
مايرون بي. وليامز هو محامي وسياسي أمريكي، (و. العقد 1810 – 1884 م). نشط حزبياً في الحزب الديمقراطي. وقد انتخب عضو مجلس ولاية ويسكونسن ‏.